# John Schmidt (fiktiv person)
 For alternative betydninger, se John Schmidt. (Se også artikler, som begynder med John Schmidt)
John Schmidt (født i 1968 i Aarhus) er en fiktiv person, der optræder i den danske tv-serie P.I.S. Han er indsatlederen i Politiets IndsatsStyrke, (en parodi på Politiets Aktionsstyrke). Han arbejder tæt sammen med sine kollegaer, den taktiske leder Bjarne, skarpskytten Sebastian og hans rival Niels-Christian Bonnevie alias "NC".
John er en modig, og dedikeret politibetjent, og han er blevet dekoreret to-tre gange med Politiets Tapperhedsmedalje, som han er blevet tildelt af Justitsministeren. De to første gange var, fordi at han havde udført "fortjenstfulde, dedikerede og modige handlinger" under sit arbejde, som indsatsleder. Under P.I.S.'s anden sæson, fremgik det af en avisartikel at han muligvis også ville blive tildelt medaljen for tredje gang, men om det er indtruffet, er uvist.
Han spilles i serien af skuespilleren Jonas Schmidt.